# 페루 정복
페루 정복(스페인어: La conquista del Perú 라 콩키스타 델 페루[*])은 에스파냐의 아메리카 식민화에 있어 가장 중요한 전역들 중 하나다. 다년간의 사전탐사와 산병전 뒤에, 프란시스코 피사로와 그 형제들이 이끄는 168명의 에스파냐인 정복자들, 그리고 동맹 원주민들은 1532년 카하마르카 전투에서 사파 잉카 아타우알파를 포로로 잡고 이듬해 살해했다. 하지만 이것은 정복의 첫 단계에 지나지 않았으며, 안데스 지역에서 원주민 세력을 완전 제압하고 정복을 완료하는 데는 1572년까지 30년이 걸렸다. 주된 교전세력은 오늘날의 페루 지역을 중심으로 하는 타완틴수유 제국이었다. 오늘날의 칠레와 콜롬비아에서도 전투가 벌어졌으며 아마존강 유역으로도 탐사가 이루어졌다.

## 같이 보기
- 스페인 군주국
- 페루의 역사
- 멕시코 정복
- 유럽의 아메리카 식민지화